# Stephens lori
Stephens lori (Vini stepheni) is een vogel uit de familie Psittaculidae (papegaaien van de Oude Wereld). De vogel werd in 1908 door Alfred John North beschreven en als eerbetoon vernoemd naar de ontdekker Alfred Ernest Stephen. Het is een kwetsbare, endemische vogel op Henderson.

## Kenmerk
De vogel is 18 cm lang. De vogel is donkergroen van boven. Dit groen wordt op de rug en de stuit geleidelijk licht geelgroen op de bovenkant van de staart. De wangen, keel en borst zijn rood. Daaronder een groene band en dan weer een paarsrode buik.

## Verspreiding en leefgebied
Deze soort is endemisch op het eiland Henderson, onderdeel van de Pitcairneilanden in het oosten van Polynesië, midden in de Grote Oceaan. Het leefgebied bestaat uit natuurlijk bos (wordt vooral aan bosranden gezien), maar de vogel komt ook voor in kokospalmaanplantingen. De vogel foerageert op nectar van onderling zeer verschillende bloemplanten.

## Status
Stephens lori heeft een zeer beperkt verspreidingsgebied en daardoor is de kans op uitsterven aanwezig. De grootte van de populatie werd in 2016 door BirdLife International geschat op 480 tot 1200 volwassen individuen. Het aantal blijft constant. Het negatieve effect van de aanwezigheid van de Polynesische rat blijkt mee te vallen. Toch blijft er altijd het risico dat een schadelijke invasieve soort het eiland bereikt. Om deze redenen staat deze soort als kwetsbaar op de Rode Lijst van de IUCN.